# Lotte Jacobi
Lotte Jacobi (Toruń, 17 de agosto de 1896 - Deering (Nuevo Hampshire), 6 de mayo de 1990) fue una fotógrafa alemana que tuvo que trasladarse a vivir a Estados Unidos a causa de la persecución del régimen nazi.

## Biografía
Nació en Toruń cuando pertenecía al Imperio alemán y su padre la llamaba Lotte como diminutivo de Elisabeth. En su familia existía una tradición fotográfica ya que tanto su padre como su abuelo fueron fotógrafos, Lotte comenzó a hacer fotos con 11 años. Se casó en 1916 con Fritz Honig con quien tuvo un hijo. En 1920 se trasladó a vivir a Berlín con su marido y su hijo. Se separó en 1924 y entre 1925 y 1927 se fue a estudiar a Múnich en la Escuela de fotografía del Estado de Baviera, al finalizar sus estudios regresó a Berlín y comenzó a trabajar en el estudio fotográfico de su padre. En 1928 se compró una Ermanox y un año después una Leica y sus fotografías se pueden encontrar en diversas publicaciones; entre 1932 y 1933 realizó un viaje por Moscú, Tayikistán y Uzbekistán que le proporcionó gran cantidad de negativos. Tras el ascenso del régimén nazi es inhabilitada profesionalmente en 1935 por lo que tuvo que cerrar el estudio.
Tras una breve estancia en Londres se trasladó con su hijo a Nueva York en septiembre de 1935 y un año después abrió un estudio en las proximidades de Central Park. En 1940 se casó con el editor Erich Reiss y adquirió la nacionalidad estadounidense. Se quedó viuda en 1951 y un año después abrió una galería fotográfica en la calle 52 oeste de Nueva York.
En 1955 cerró el estudio y se trasladó a vivir a Deering. Entre 1961 y 1963 estuvo estudiando, primero grafismo e historia del arte en la Universidad de Durham, y después grabado y aguafuerte en París con S. W. Hayter. Al regresar instaló el estudio y galería Jacobi en Deering. Entre 1972 y 1978 fue conservadora de honor en la galería de arte Courrier de Manchester. Fue nombrada doctor honoris causa por la Universidad de Nuevo Hampshire en 1974 y estuvo viviendo en Deering hasta su muerte en 1990.
Entre los trabajos de tipo experimental que realizó destacan unas fotografías realizadas sin cámara que Lotte denominó Photogenics.
Sus retratos fotográficos fueron los que la hicieron famosa, retrató entre otros a Wystan Hugh Auden, Martin Buber, Marc Chagall, W. E. B. Du Bois, Albert Einstein, Robert Frost, Käthe Kollwitz, Lotte Lenya, Peter Lorre, Thomas Mann, Max Planck, Eleanor Roosevelt, J. D. Salinger, Alfred Stieglitz y Chaim Weizmann.

## Premio y distinciones
Entre los premios que ha recibido se encuentran la Medalla de Plata del Real Salón de Fotografía de Tokio en 1931, el primer premio en el concurso de Life en Nueva York en 1941, primer premio de la Asociación de Arte de Nuevo Hampshire en 1970 y el premio Dr. Erich Salomon en 1983, compartido con Tim Gidal.